# The Idea of You
The Idea of You is een Amerikaanse romantische filmkomedie uit 2024, geregisseerd door Michael Showalter naar een scenario van Jennifer Westfeldt en gebaseerd op de gelijknamige debuutroman van Robinne Lee uit 2017.

## Verhaal
Solène is een veertigjarige gescheiden moeder die, op verzoek van haar ex-man, hun 16-jarige dochter meeneemt naar Coachella. De zaken nemen een verrassende wending wanneer ze een ontluikende romance begint met de 24-jarige Hayes Campbell, de leadzanger van de beroemde boyband August Moon.

## Rolverdeling
| Acteur               | Personage      |
| -------------------- | -------------- |
| Anne Hathaway        | Solène         |
| Nicholas Galitzine   | Hayes Campbell |
| Ella Rubin           | Izzy           |
| Reid Scott           | Daniel         |
| Annie Mumolo         | Tracy          |
| Viktor White         | Simon          |
| Raymond Cham Jr.     | Oliver         |
| Jaiden Anthony       | Adrian         |
| Dakota Adan          | Rony           |
| Perry Mattfeld       | Eva            |
| Mathilda Gianopoulos | Georgia        |
| Jordan Aaron Hall    |                |

## Productie
In december 2018 werd aangekondigd dat Welle Entertainment had gekozen voor een bewerking van de debuutroman van Robinne Lee, The Idea of You, met Cathy Schulman en Gabrielle Union als producers. In juni 2021 werd aangekondigd dat Jennifer Westfelft het scenario had geschreven en Anne Hathaway de hoofdrol kreeg. In augustus 2022 werd Michael Showalter bevestigd als regisseur en in september 2022 werd Nicholas Galitzine aan de cast toegevoegd als de leadzanger van "de populairste boyband ter wereld". In oktober 2022 werd onthuld dat Ella Rubin de dochter van Hathaway zal spelen en dat de filmopnames waren begonnen. De filmopnames vonden vanaf oktober 2022 plaats in Atlanta, Georgia en omgeving.

## Release
The Idea of You ging op 16 maart 2024 in première als slotfilm van het South by Southwest-festival.